# Pique-nique

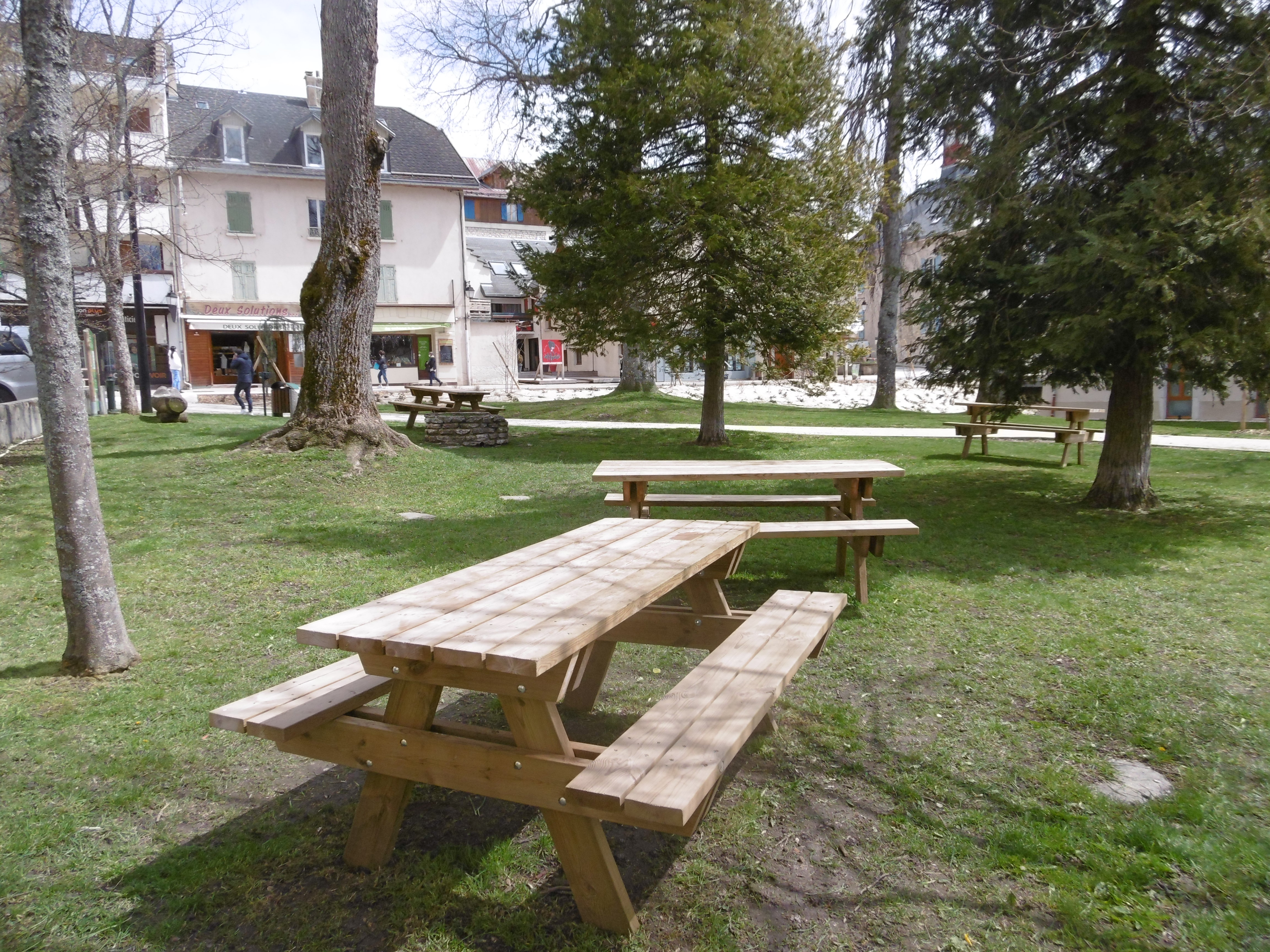
Tables de pique-nique dans le centre de Villard-de-Lans (Isère).

Un pique-nique (pluriel « pique-niques ») ou piquenique est un repas pris en plein air dans un cadre champêtre et installé par terre.
À la différence du casse-croûte, repas simple et avalé rapidement, le pique-nique est un repas agréable, préparé à l'avance et souvent d'une durée prolongée. On l'emporte pour le prendre en famille ou entre amis dans un site choisi pour son agrément : dans la nature, dans un jardin, sur une plage, etc.
Conçu au départ pour permettre de profiter du beau temps et de la nature, le pique-nique est aussi un prétexte pour se retrouver en famille ou entre amis. Souvent composé de mets froids, le pique-nique peut aussi s'enrichir de viandes cuites à la brochette ou au gril (barbecue).

## Étymologie
Selon le Dictionnaire historique de la langue française Robert, du point de vue étymologique, le terme « nique » qui date de la fin du XIIIe siècle et qu'on retrouve dans l'expression « dire nic », c'est-à-dire « ne pas se soucier de », signifie « chose de peu de valeur ». « Faire un repas à pique-nique », c'est donc faire un repas, pas nécessairement sur l'herbe, mais où chacun apporte sa contribution. Ce sens vieilli est attesté dès 1694 dans le Dictionnaire étymologique de Gilles Ménage, puis en 1740 dans la 3e édition du Dictionnaire de l'Académie française,.
Une autre étymologie, fausse,, est parfois avancée : le mot proviendrait de l'expression « pick-a-nigger » pour désigner les lynchages d'Afro-Américains aux États-Unis.
Émile Littré indique dans son Dictionnaire de la langue française que ce terme venait de pick, « saisir » et nick, « point », « instant », et que « cette étymologie dispense de toutes les étymologies qui ont été faites sur pique-nique ».

## Aspects socioculturels

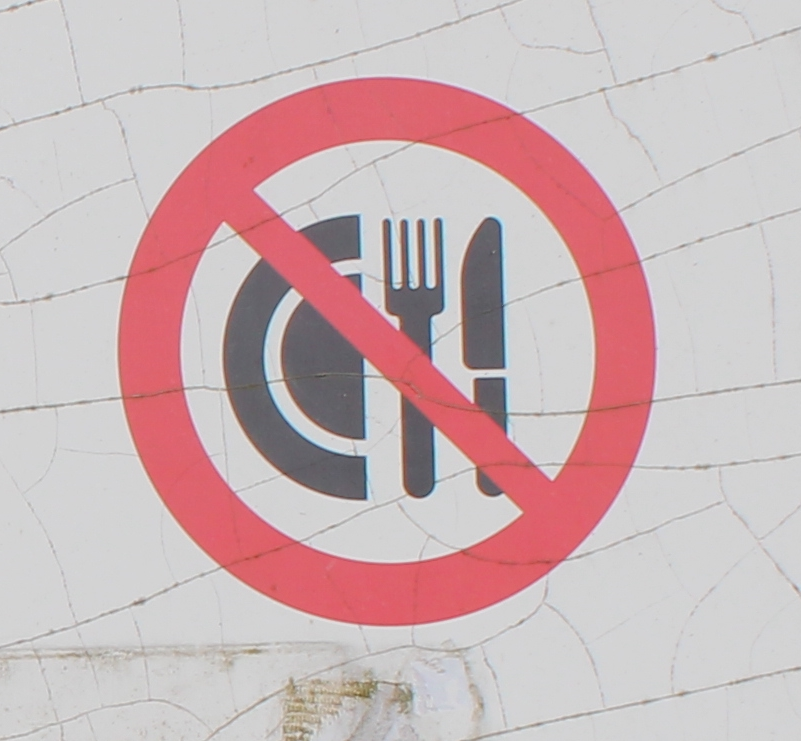
Panneau d'interdiction de pique-niquer.

Le pique-nique évoque le partage et la convivialité, aujourd'hui ici associés aux loisirs, autrefois aux travaux des champs, mais pourrait aussi être une réminiscence du « manger nomade ».
Cette pratique a des impacts localement significatifs sur l'aménagement du territoire et des espaces naturels publics. Divers aménagements incluant parkings, tables et bancs, poubelles, aires de pique-nique sur les bords d'autoroutes avec éventuellement toilettes et terrains de jeux pour enfants, zones engazonnées dans les espaces verts. Ces espaces dont l'usage est souvent très saisonnier nécessitent un entretien particulier et une gestion des déchets.

Quelques photos et illustrations liées à la pratique du pique-nique
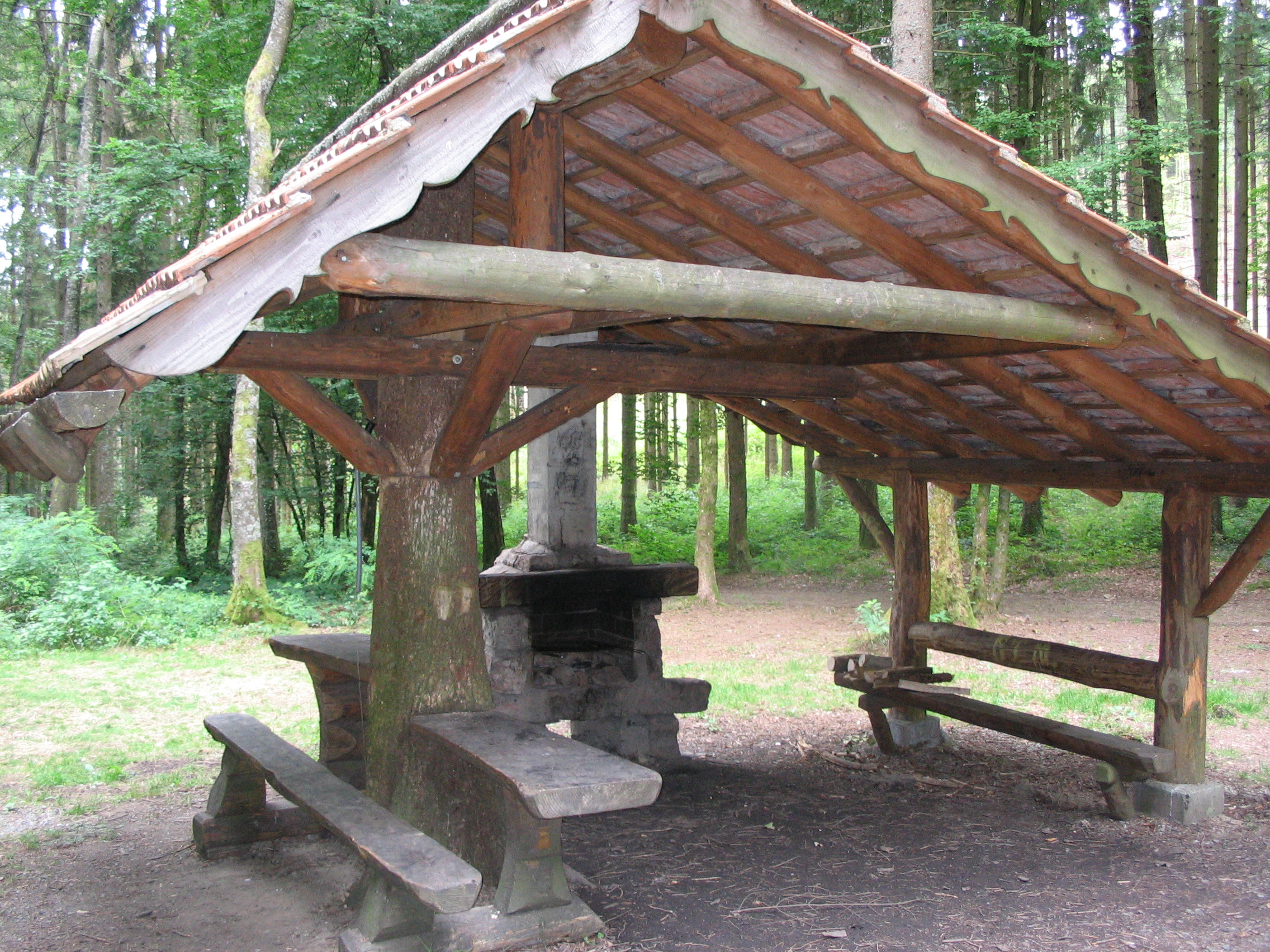
Abri de pique-nique à Masevaux-Niederbruck (Haut-Rhin)
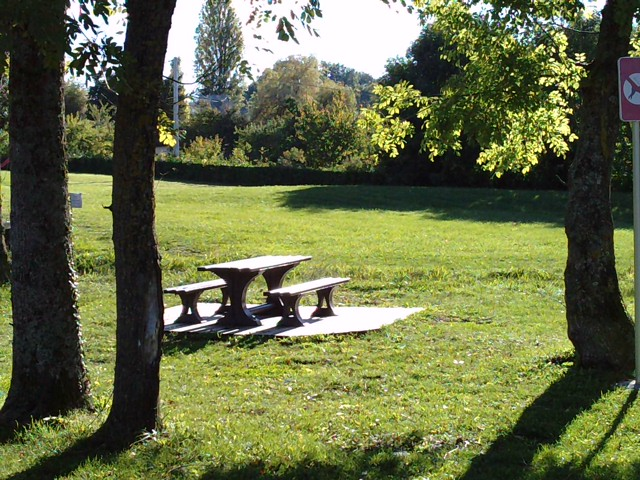
Aire de Pique-nique en Haute-Savoie
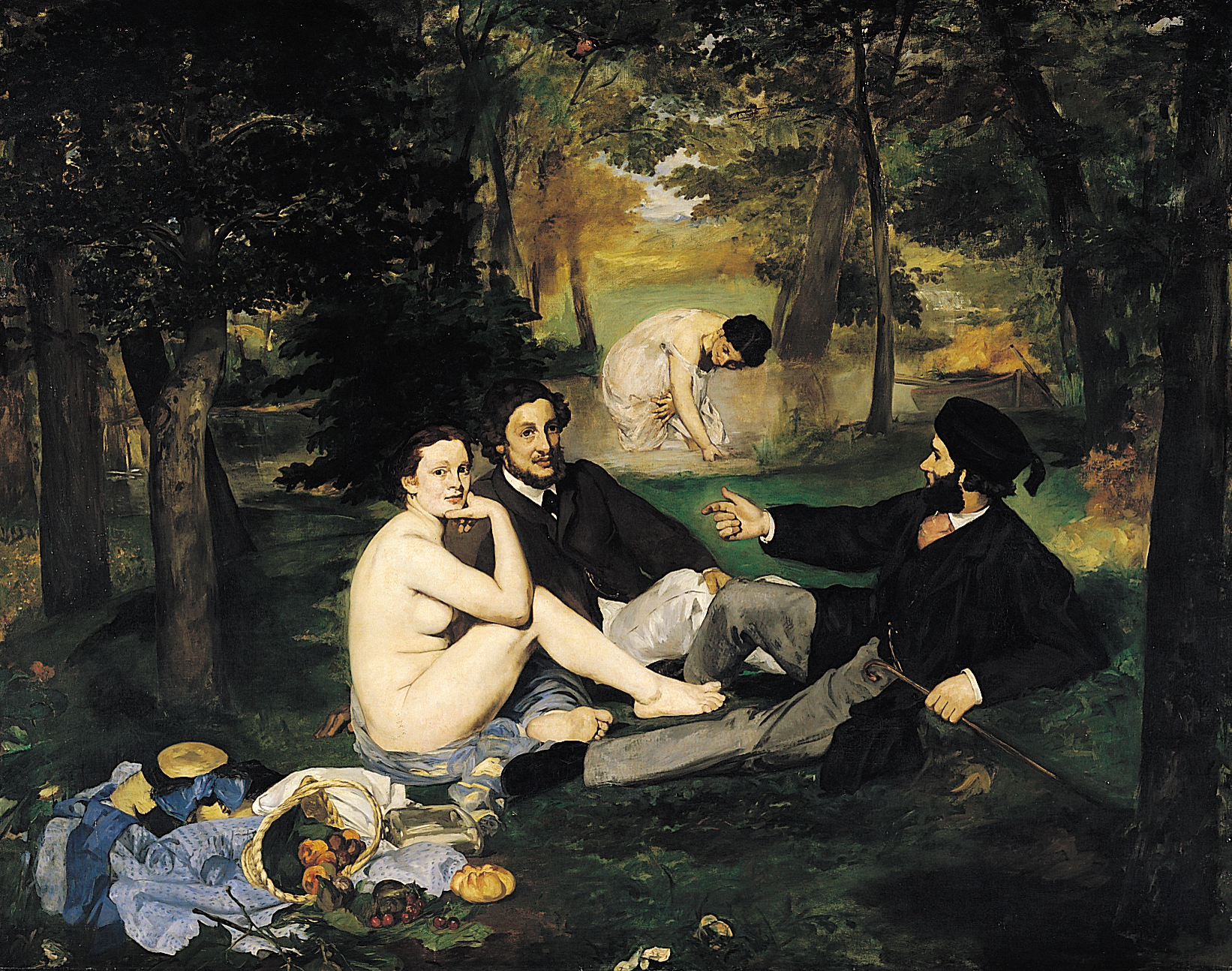
Le Déjeuner sur l'herbe, tableau d'Édouard Manet (1863).
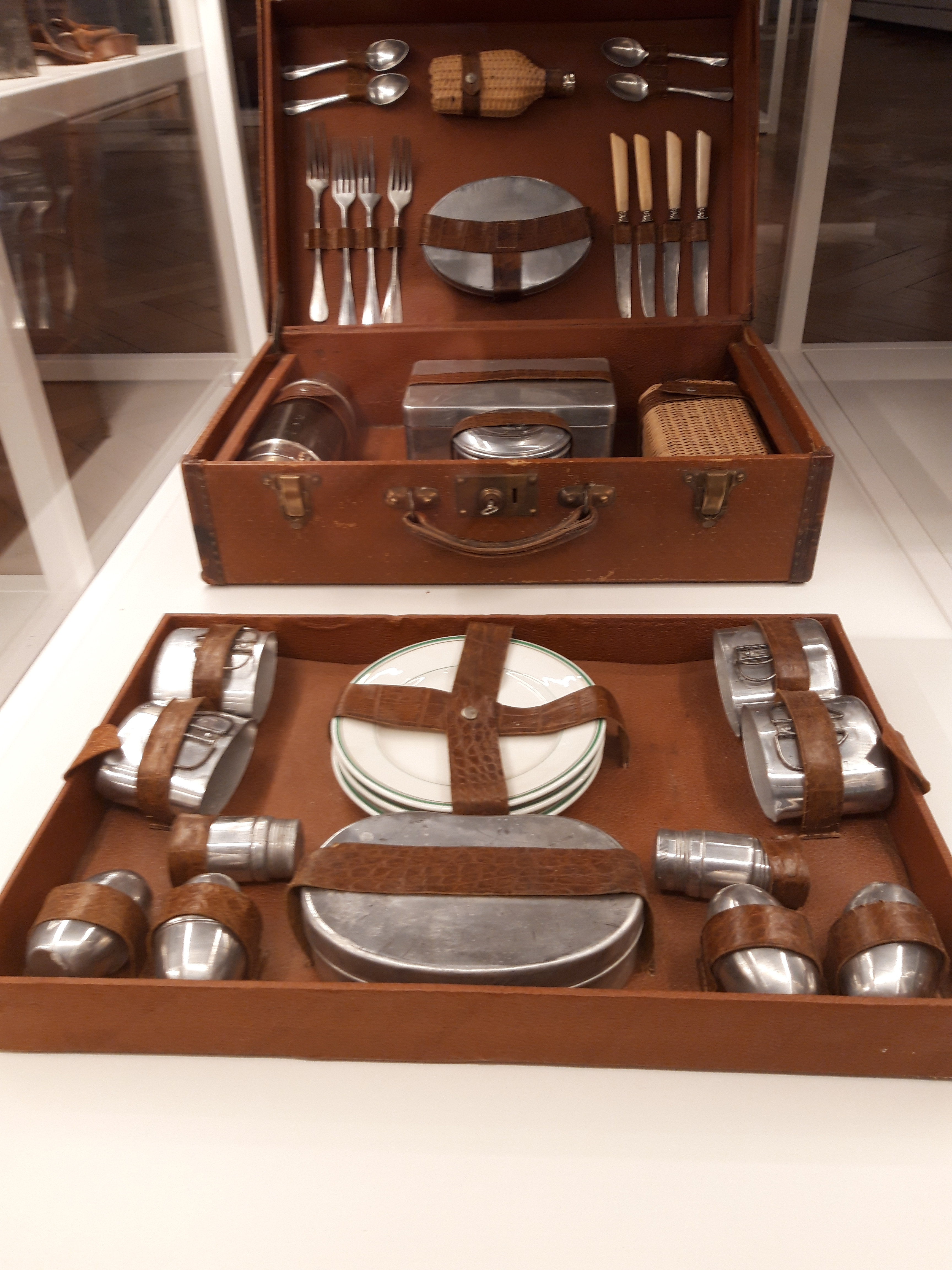
Nécessaire à pique-nique de luxe, exposé au musée du bagage à Haguenau.
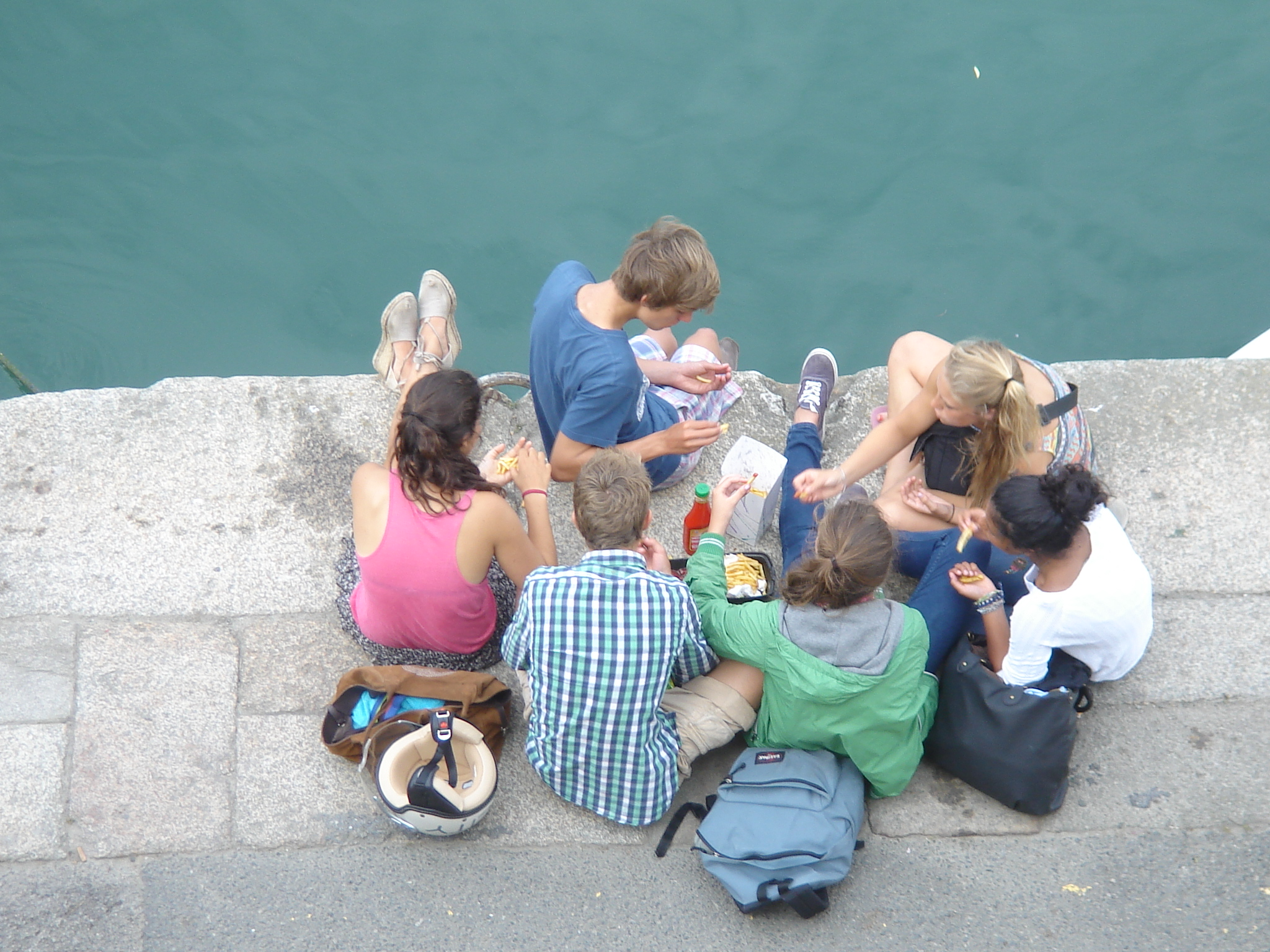
Pique-nique de collégiens français sur le port du Palais en Bretagne.
Pique-nique dans les montagnes, encre et gouache sur papier de محمدی_هروی (fa), réalisé vers 1550-1600, art islamique au
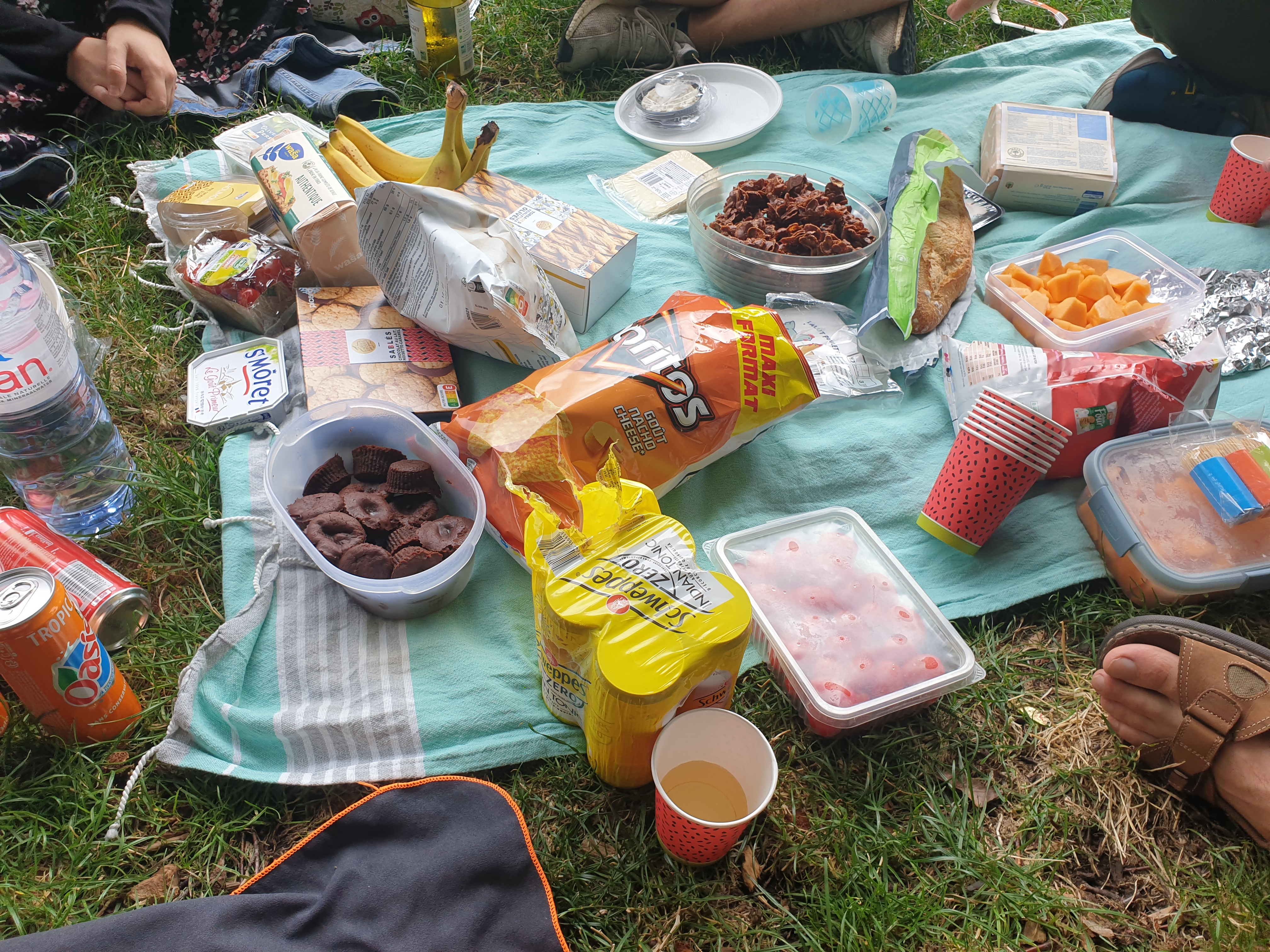
Repas d'un pique-nique au Parc Montsouris à Paris.

### Record

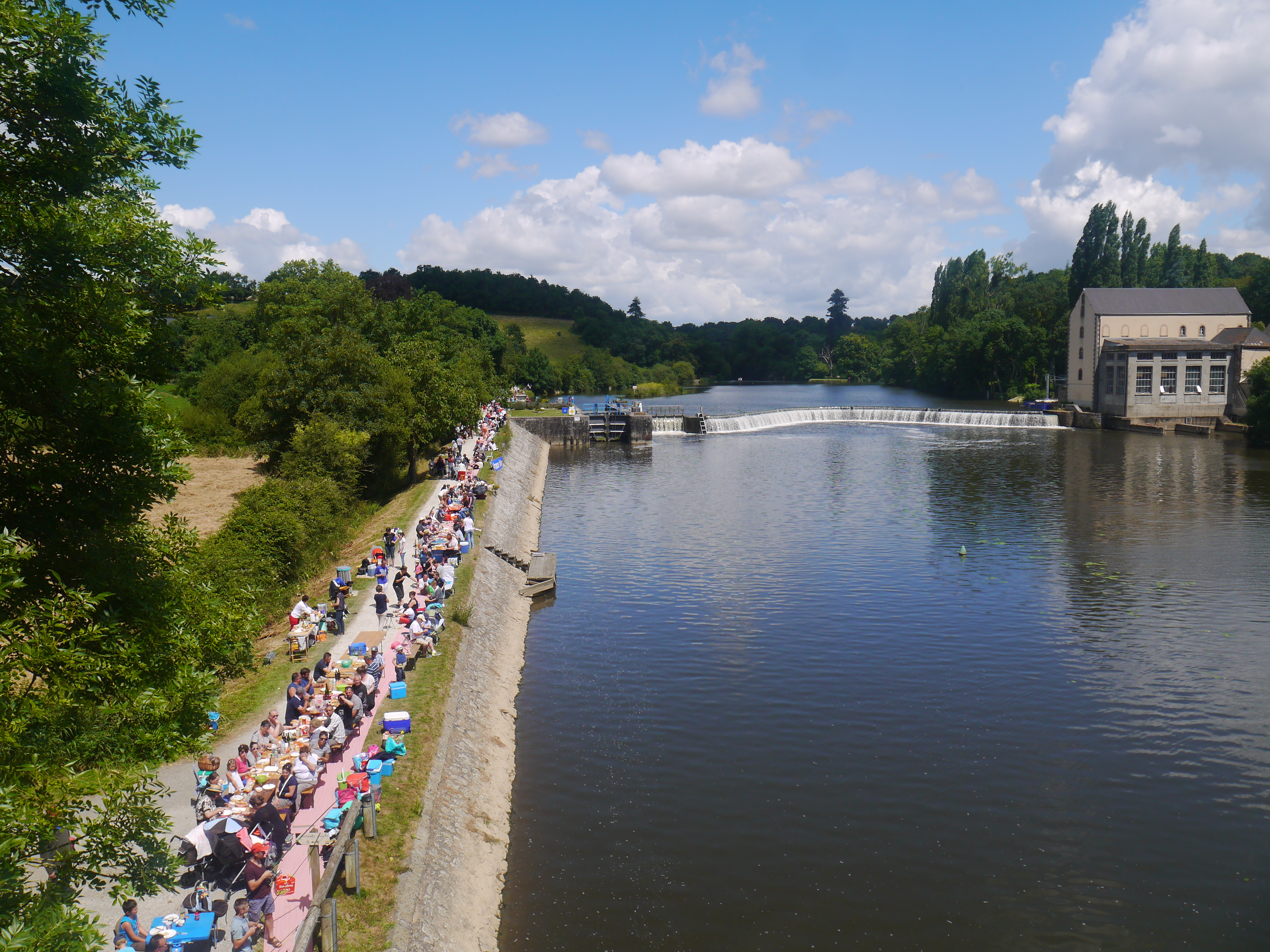
Le grand pique-nique du 14 juillet 2016 en Mayenne, ici au niveau de l'abbaye Notre-Dame-du-Port-du-Salut à Entrammes

Le record du plus grand pique-nique du monde est battu le 14 juillet 2016 en Mayenne, où une nappe longue de 20,427 km a été dressée le long du chemin de halage, entre Saint-Jean-sur-Mayenne et Nuillé-sur-Vicoin.